# Бюджетна установа
Бюдже́тна устано́ва — це організація, створена органом державної влади для здійснення управлінських, соціально-культурних, науково-технічних або інших функцій некомерційного характеру, діяльність якої фінансується з державного бюджету або за визначених обставин із позабюджетного фонду на основі кошторису доходів і витрат.

## Види
Згідно з пунктом 12 статті 2 Бюджетного Кодексу України бюджетні установи — органи державної влади, органи місцевого самоврядування, а також організації, створені ними у встановленому порядку, що повністю утримуються за рахунок відповідно державного бюджету чи місцевого бюджету. Бюджетні установи є неприбутковими. Отже, виходячи з вищезазначеного, до бюджетних установ відносяться: 
- Верховна Рада;
- Адміністрація Президента;
- міністерства і відомства;
- місцеві державні адміністрації;
- органи місцевого самоврядування (районні, районні у містах, міські, селищні, сільські ради);
- державні установи і організації, що фінансуються з бюджету.